# Longarenus brachycephalus
Longarenus brachycephalus es una especie de araña araneomorfa de la familia Salticidae. Es el único miembro del género monotípico Longarenus.

## Distribución geográfica
Es originaria de Fernando Poo, en Guinea Ecuatorial; quizá también en el sur de Nigeria.